# Взрыв в казармах Гленанна
Взрыв в казармах Гленанна (англ. Glenanne barracks bombing) прогремел поздним вечером 31 мая 1991 на базе Ольстерского оборонного полка возле Маунтнорриса, графство Арма, Северная Ирландия. Заминированная боевиками ИРА машина, будучи без водителя, съехала с соседнего холма и врезалась в одно из зданий, после чего взорвалась. В результате взрыва погибли три солдата, были ранены ещё 14 человек (в том числе 4 гражданских лиц).

## Предыстория
В первой половине 1991 года правление Северной Ирландии проводило многосторонние переговоры Брука-Мэйхью о будущем Северной Ирландии. На них, однако, не пригласили партию Шинн Фейн по причине поддержки её связей с ИРА и тем самым непризнанием её как конституционной партии. Переговоры в итоге зашли в тупик. Неучастие ирландских националистов в переговорах стало одним из поводов к совершению теракта.

## Объект атаки
Казармы были построены в 1972 году в местечке Гленанн близ Маунтнорриса в графстве Арма. Там размещались две роты 2-го Арманского батальона Ольстерского оборонного полка. Казармы являлись фактическим блокпостом на границе протестантского и католического квартала. Они стали первыми казармами, которые решились атаковать боевики ИРА (до этого боевиками в столкновениях были убиты семь солдат Ольстерского оборонного полка).
Кевин Тулис считает, что решение напасть на казармы Гленанна было принято в рамках акта возмездия за резню в графстве Тирон. Позднее в ИРА утверждали, что Особая воздушная служба ответила им тем же, устроив засаду в городе Коу и уничтожив трёх солдат ИРА.

## Взрыв
В 23:30 грузовик без водителя, загруженный 1100 кг взрывчатки типа АСДТ, скатился вниз по холму в сторону бараков и пробил внешнее ограждение. Согласно свидетелю, младшему капралу Ольстерского оборонного полка, который оповестил базу о происшествии, с горы скатился Mercedes-Benz L-класса, а сзади него двигался автомобиль Toyota Hiace как минимум с двумя людьми в масках, которые были вооружены пистолетом-пулемётом и дробовиком. Перед взрывом оба открыли огонь по базе. Отчёт агентства Reuters гласил, что боевики ИРА сами подорвали бомбу, выстрелив во врезавшуюся машину. Как оказалось позднее, грузовик был угнан из Кингскорта днём ранее.
Первоначально рассматривалась версия об обстреле из миномёта, однако такие последствия после взрыва, как выяснилось, не могли быть спровоцированы обстрелом. Взрыв привёл к образованию кратера глубиной в 200 футов, осколки разлетелись на 300 ярдов, а взрыв можно было услышать в радиусе 30 миль, даже в Дандалке. Этот взрыв стал самым мощным на тот момент взрывом, устроенным боевиками ИРА. От взрыва были выбиты стёкла из окон, ударной волной были перевёрнуты и разрушены все автомобили, а в зданиях обрушились потолки. Осколками был смертельно ранен весь домашний скот. Пострадала и находившаяся рядом школа. То, что не было разрушено взрывом, было уничтожено в результате начавшегося пожара.
Обычно в бараках находились восемь солдат, но в тот день на социальном мероприятии находились сорок человек. Жертвами стали три солдата: младший капрал Роберт Кройцер (46 лет), рядовые Сидней Гэмильтон (44 года) и Пол Блэйкли (30 лет), ещё 10 солдат были ранены. Из погибших двое погибли на месте взрыва, выбежав туда, куда врезался автомобиль, третий был убит ударной волной, находясь на базе. Ещё четверо гражданских были ранены. Через два дня ИРА взяла на себя ответственность.
База так и не была отстроена, поскольку не подлежала восстановлению. Вскоре её закрыли, и нежелание её отстраивать вскоре привело к расколу среди унионистов в Ирландии.. На месте трагедии был установлен памятный камень со списком всех погибших солдат, служивших на базе.